# Du är ...
Du är ... är en psalm med text av Holger Lissner och musik av Anna Cederberg-Orreteg. 

## Publicerad som
- Nr 914 i Psalmer i 2000-talet under rubriken "Kyrkliga handlingar".